# Arthur Schwartz
Arthur Schwartz (New York), 25 november 1900 – Knitnersville (Pennsylvania), 3 september 1984) was een Amerikaans componist, advocaat en pianist. Hij werkte met Howard Dietz samen en componeerde met hem jazzstandards zoals Dancing in the Dark, Alone Together en You and the Night and the Music.

## Levensloop
Schwartz studeerde rechten aan de Universiteit van New York en aan de Columbia-universiteit in New York. In deze tijd speelde hij als piano, componeerde en publiceerde liederen, maar oefende hij tevens het beroep van advocaat uit. In 1926-1927 werden zijn eerste twee Broadway-shows een succes. Op advies van vrienden en bekenden, zoals Lorenz Hart en George Gershwin, nam hij het besluit met zijn baan als advocaat te stoppen en een componisten- en muzikantenloopbaan in te gaan.
Aan het einde van de twintiger jaren begon zijn lange en succesvolle samenwerking met de schrijver en tekstdichter Howard Dietz. Hun bekendste toneelstuk is ongetwijfeld de musical „The Band Wagon”, die in 1931 uitgevoerd werd, en waaruit ook een van hun populairste liederen komt: "Dancing in the Dark".
Tijdens de Grote Depressie, aan begin van de dertiger jaren, begon Schwartz voor film en radio te componeren. Daarnaast produceerde hij samen met Dietz, later ook met Dorothy Fields, musicals voor de Broadway.
In 1940 ging Schwartz naar Hollywood. Daar werkte hij samen met bijvoorbeeld Frank Loesser voor de musicalfilm Thank Your Lucky Star. Verder produceerde hij ook de films Cover Girl (1944) en Night and Day (1946). In 1946 kwam hij voor een samenwerking met Ira Gershwin naar New York terug, waar hij tot het begin van de 1zestiger jaren werkzaam bleef. Hij vierde met Inside U.S.A. (1948) en By the Beautiful Sea (1954) nieuwe successen op Broadway.
Voor de musicalfilm The Band Wagon schreef hij samen met Dietz het nummer That's Entertainment en dat werd de bekendste hit van dit duo.

## Composities

### Werken voor harmonieorkest
- Dancing in the Dark uit het musical "The Band Wagon", voor harmonieorkest
- Selectie uit het Musical "Here comes the Bride", voor harmonieorkest
- Louisiana Hayride, voor harmonieorkest

### Muziektheater

#### Musicals
- 1929 The Little Show
- 1930 Three's a Crowd
- 1931 The Band Wagon
- 1932 Flying Colors
- 1934 Revenge With Music
- 1935 At Home Abroad
- 1937 Virginia
- 1937 Between the Devil
- 1939 Stars in your Eyes
- 1946 Park Avenue
- 1948 Inside U.S.A.
- 1951 A Tree Grows in Brooklyn
- 1954 By the Beautiful Sea
- 1961 The Gay Life
- 1963 Jennie

### Vocale muziek
- 1931 Dancing In The Dark - tekst: Howard Dietz
- 1933 After All You're All I'm After - tekst: Edward Heyman
- 1935 Got A Bran' New Suit - tekst: Howard Dietz
- 1946 A Gal In Calico - tekst: Leo Robin
- 1954 Alone Too Long - tekst: Dorothy Fields
- Alone Together - tekst: Howard Dietz

### Musical Films
- 1943 Thank Your Lucky Stars
- 1946 The Time, the Place and the Girl